# بيل كارترايت
بيل كارترايت (بالإنجليزية: Bill Cartwright)‏ مواليد 30 يوليو 1957 في لودي، هو لاعب كرة سلة أمريكي سابق تحول إلى التدريب بعد الاعتزال بدأ مسيرته الاحترافية في سنة 1979. يبلغ طوله 7 قدم 1 بوصة (2.2 م). اعتزل اللعب في 1995.

## فرق لعب لها
- نيويورك نيكس
- شيكاغو بولز

## روابط خارجية
- بيل كارترايت على موقع إن بي أي (الإنجليزية)
- بيل كارترايت على موقع سبورتس رفرنس (الإنجليزية)
- بيل كارترايت على موقع كرة السلة الأوروبية.كوم (الإنجليزية)
- بيل كارترايت على موقع كلية كرة السلة في سبورتس رفرنس.كوم (الإنجليزية)
- بيل كارترايت على موقع ريلجم (الإنجليزية)
- بيل كارترايت على موقع بروبوليرز (الإنجليزية)
- بيل كارترايت على موقع سبورتس رفرنس (الإنجليزية)